# Референдум в Люксембурге (1919)
Референдум в Люксембурге прошёл 28 сентября 1919 года. Избирателей спрашивали какого главу государства они предпочитают и с какой страной Люксембург должен создать экономический союз: с Францией или с Бельгией. 
Большинство высказалось за сохранение Великой герцогини Люксембургской Шарлотты в качестве главы государства и за экономический союз с Францией.

## Результаты

### Глава государства
| Выбор                                     | Голоса  | %    |
| ----------------------------------------- | ------- | ---- |
| Великая герцогиня Люксембургская Шарлотта | 66 811  | 77,8 |
| Республика                                | 16 885  | 19,7 |
| Сохранение династии, но смена Шарлотты    | 1 286   | 1,5  |
| Сохранение монархии, но замена династии   | 889     | 1,0  |
| Недействительных/пустых бюллетеней        | 5 113   | –    |
| Всего                                     | 90 984  | 100  |
| Зарегистрированных избирателей/ Явка      | 126 193 | 72,1 |
| Источник: Nohlen & Stöver                 |         |      |

### Экономический союз
| Выбор                                | Голоса  | %    |
| ------------------------------------ | ------- | ---- |
| Франция                              | 60 133  | 73,0 |
| Бельгия                              | 22 242  | 27,0 |
| Недействительных/пустых бюллетеней   | 8 609   | –    |
| Всего                                | 90 984  | 100  |
| Зарегистрированных избирателей/ Явка | 126 193 | 72,1 |
| Источник: Nohlen & Stöver            |         |      |

## Последствия
Результаты обоих референдумов были крайне показательны в отношении желания граждан Люксембурга. Выбор в пользу собственной монархии рассматривался как акт самоопределения в противоположность французской республике или бельгийской династии. В результате был положен конец обсуждению судьбы Люксембурга среди Союзников.
Политические последствия были в разрешении национального вопроса, сохранение Великого герцогства как инкарнации самой нации, окончательное решение вопроса республики. Хотя ещё сохранялись противники монархии, особенно среди социалистов, важность этого политического вопроса существенно уменьшилась.
Экономический вопрос было гораздо сложнее решить. С 1917 года Франция обещала Бельгии полную экономическую свободу в Люксембурге и неформально установила таможенный союз. Тем не менее, переговоры с французским правительством начались, но были прерваны в мае 1920 года. После этого правительство Люксембурга обратилось к Бельгии. Через год переговоры завершились и 25 июля 1921 года был заключён Бельгийско-Люксембургский экономический союз. Так как союз противоречил результатам референдума и из-за существовавших сомнений относительно политических мотивов Бельгии, соглашение отвергалось народом. Тем не менее, договор был ратифицирован Палатой депутатов Люксембурга при 27 голосах «за», 13 «против» и 8 воздержавшихся.